# Дисоціативний розлад
Дисоціативні розлади (англ. dissociative disorders, DD) — це стани, за яких стаються збої у пам'яті, усвідомленні, ідентичності або сприйнятті. Люди із дисоціативними розладами патологічно та несвідомо використовують дисоціацію як захисний механізм. Деякі дисоціативні розлади спричинені травмою, але розлад деперсоналізації-дереалізації може виникати під впливом стресу, психоактивних речовин або без ідентифікованого тригера.
Американська психіатрична асоціація виділяє такі дисоціативні розлади:
- Дисоціативний розлад ідентичності
- Дисоціативна амнезія (зокрема дисоціативна фуга)
- Синдром деперсоналізації — дереалізації
- Колишню категорію неуточнених дисоціативних розладів було розділено на дві: інші уточнені дисоціативні розлади та неуточнені дисоціативні розлади. Ці категорії використовують для форм патологічної дисоціації, які повністю не відповідають критеріям інших категорій або якщо категорію не було визначено або розлад є тимчасовим.

Список МКХ-10 містить такі дисоціативні розлади:
- Дисоціативна амнезія
- Дисоціативна фуга
- Дисоціативний ступор
- Транс і одержимість
- Дисоціативні рухові розлади
- Дисоціативні конвульсії
- Дисоціативна анестезія або втрата чутливості
- Змішані дисоціативні (конверсійні) розлади
- Інші дисоціативні (конверсійні) розлади
- Дисоціативні (конверсійні) розлади, неуточнені